# Methysia intersecta
Methysia intersecta är en fjärilsart som beskrevs av George Francis Hampson 1898. Methysia intersecta ingår i släktet Methysia och familjen björnspinnare. Inga underarter finns listade i Catalogue of Life.